# Cattedrale del Santo Rosario (Regina)
La cattedrale del Santo Rosario o cattedrale di Nostra Signora del Santo Rosario (in inglese: Holy Rosary Cathedral o Cathedral of Our Lady of the Holy Rosary) è la cattedrale cattolica della città di Regina, in Saskatchewan, Canada, e sede dell'arcidiocesi di Regina.
La costruzione ha avuto inizio nel 1912; la benedizione della prima pietra da parte del delegato apostolico è avvenuta il 30 giugno 1913 e l'edificio è stato completato nel 1917. Il progetto in stile neoromanico è della società di Joseph Fortin di Montréal.